# 허토시 가보르
허토시 가보르(헝가리어: Hatos Gábor, 1983년 9월 3일~)는 헝가리의 레슬링 선수이다. 2012년 하계 올림픽 남자 자유형 웰터급 종목에서 출전했으며 기존 동메달리스트인 소슬란 티기예프의 도핑 적발로 인해 동메달을 획득했다.